# Jollj Ceramica (equip ciclista)

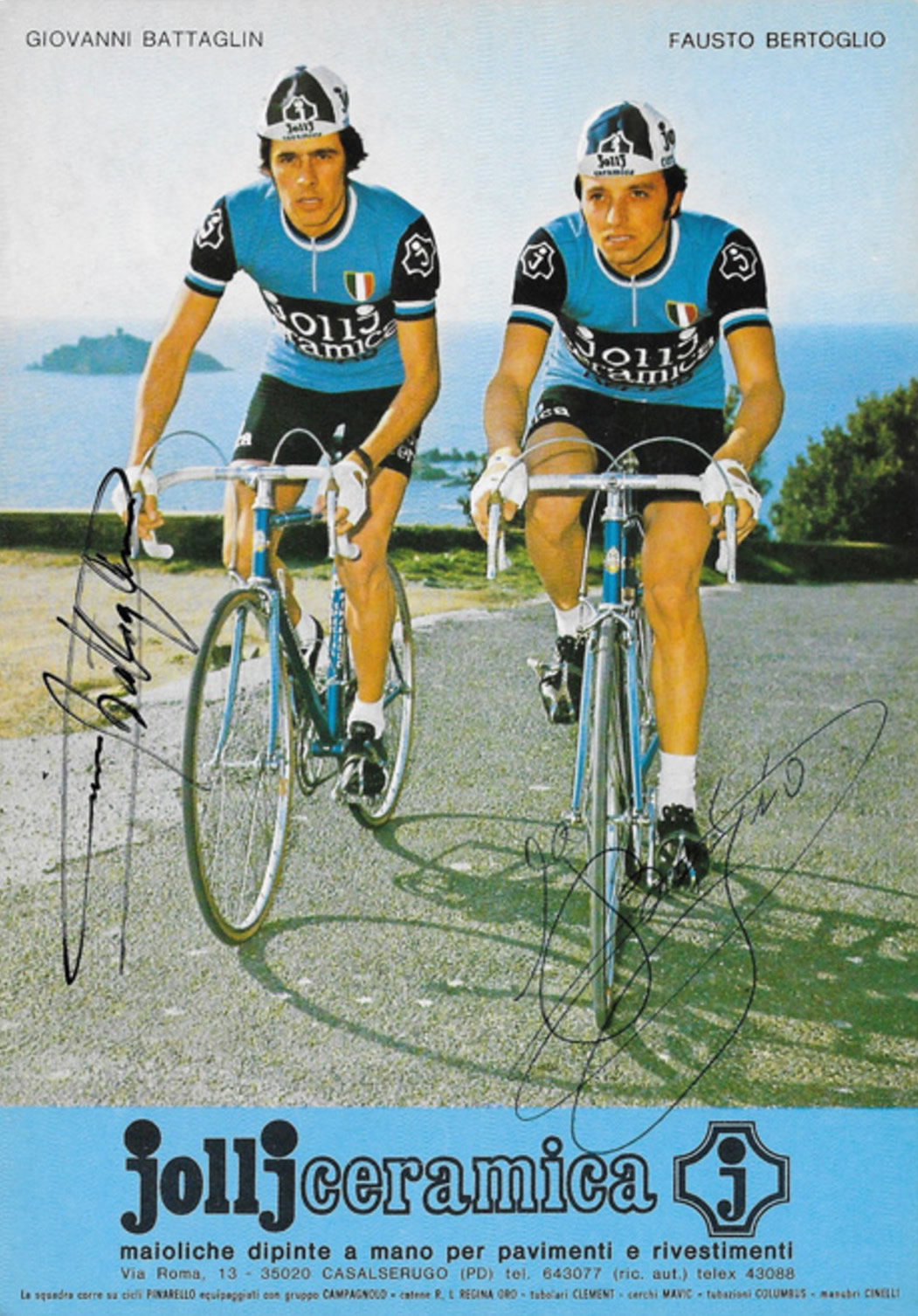
Giovanni Battaglin i Fausto Bertoglio

L'equip Jollj Ceramica va ser un equip ciclista italià, de ciclisme en ruta que va competir entre 1973 a 1977.
Dels seus resultats destaca sobretot la victòria final al Giro d'Itàlia de 1975, per part de Fausto Bertoglio.

## Principals resultats
- Giro del Laci: Giovanni Battaglin (1973)
- Volta a Catalunya: Fausto Bertoglio (1975)
- Giro de la Pulla: Giovanni Battaglin (1975), Pierino Gavazzi (1977)
- Tour del Nord-oest de Suïssa: Simone Fraccaro (1977)

### A les grans voltes
- Giro d'Itàlia
  - 5 participacions (1973, 1974, 1975, 1976, 1977)
  - 8 victòries d'etapa:
    - 1 el 1974: Pierino Gavazzi
    - 4 el 1975: Knut Knudsen, Giovanni Battaglin (2), Fausto Bertoglio
    - 1 el 1976: Simone Fraccaro
    - 2 el 1977: Simone Fraccaro, Knut Knudsen

  - 1 classificació finals:
    - Fausto Bertoglio (1975)

  - 0 classificacions secundàries:

- Tour de França
  - 2 participacions (1975, 1976)
  - 1 victòries d'etapa:
    - 1 el 1976: Giovanni Battaglin

  - 0 classificacions secundàries:

- Volta a Espanya
  - 0 participacions